# Liste des monuments historiques des Pyrénées-Atlantiques
Cet article recense les monuments historiques des Pyrénées-Atlantiques, en France.

## Statistiques
Au 21 juillet 2025, les Pyrénées-Atlantiques comptent 426 édifices comportant au moins une protection au titre des monuments historiques, dont 112 sont classés et 333 sont inscrits. Le total des monuments classés et inscrits est supérieur au nombre total de monuments protégés car plusieurs d'entre eux sont à la fois classés et inscrits.

## Liste
Pour des raisons de taille, la liste est découpée en trois :
- communes débutant de A à L : liste des monuments historiques des Pyrénées-Atlantiques (A-L) ;
- communes débutant de M à Z : liste des monuments historiques des Pyrénées-Atlantiques (M-Z).
- Bayonne ayant au moins 20 monuments historiques fait l'objet d'une liste séparée : liste des monuments historiques de Bayonne.